# GRB 070125
GRB 070125 – nietypowy rozbłysk gamma, zaobserwowany przez satelitę Swift 25 stycznia 2007 roku. Jego źródło znajdowało się w odległości 9,4 miliarda lat świetlnych od Ziemi w gwiazdozbiorze Bliźniąt.
Rozbłysk ten trwał około jednej minuty i był jednym z najsilniejszych w 2007 roku. Ponieważ skutkiem takiej eksplozji promieniowania jest trwająca wiele dni silna poświata w zakresie promieniowania optycznego i rentgenowskiego, zjawisko to było monitorowane za pomocą teleskopów naziemnych i kosmicznych. Poświata rozbłysku była obserwowana m.in. za pomocą Large Binocular Telescope (LBT) przez zespół pod kierunkiem Petera Garnavicha z University of Notre Dame oraz astronomów z Caltech/Penn State za pomocą 60-calowego teleskopu Obserwatorium Palomar, a następnie jeszcze większych teleskopów Gemini North i Keck 1 na Mauna Kea. Wyjątkowy charakter GRB 070125 ujawnił się po wielu dniach od obserwacji i wynikał z faktu, że w miejscu rozbłysku po zaniku poświaty towarzyszącej rozbłyskowi nie udało się zlokalizować żadnej galaktyki, która byłaby miejscem wybuchu. Obserwacje wykazały, że błysk miał miejsce w pustej przestrzeni międzygalaktycznej.
Hipoteza mająca wyjaśnić źródło zjawiska zakłada, że błysk pochodził z bardzo masywnej gwiazdy, która zapadła się, zamieniając się w czarną dziurę. Jednak rozbłysk znajdował się w odległości co najmniej 20 000 lat świetlnych od najbliższego zgrupowania gwiazd, a masywna gwiazda ze względu na krótki czas życia nie może oddalić się od swojej galaktyki na taką odległość. Dlatego założono, że przyczyną oddalenia gwiazdy od pobliskich galaktyk mogło być zbliżenie dwóch galaktyk. W tej sytuacji mogłyby powstawać ramiona przepływowe złożone z materii wyrwanej podczas interakcji galaktyk. W takich ramionach mogą formować się nowe gwiazdy. W odległości 90 do 150 tysięcy lat świetlnych astronomowie zaobserwowali dwie galaktyki, które mogłyby podlegać podobnym procesom. Aby zweryfikować tę teorię astronomowie zamierzają skorzystać z teleskopu Hubble’a.